# Joseph Dupont (Komponist)

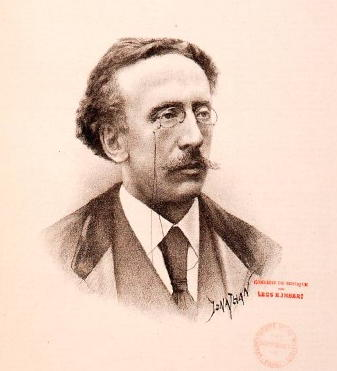
Joseph Dupont

Joseph Dupont (* 3. Januar 1838 in Ensival, Verviers; † 21. Dezember 1899 in Brüssel) war ein belgischer Violinist, Komponist und Dirigent.

## Leben und Wirken
Joseph Dupont, der Sohn eines Lebensmittelhändlers, der in seiner Freizeit Organist und Gründer sowie Dirigent des Harmoniemusikvereins von Ensival war, ließ seinen Söhnen nach erstem Unterricht eine gründliche musikalische Ausbildung zukommen. Der ältere Bruder Auguste Dupont (1827–1890) studierte bei Joseph Daussoigne-Méhul Klavier und begann zuerst eine Laufbahn als Konzertpianist, bevor er Professor am Brüsseler Konservatorium wurde.
Joseph Dupont studierte zunächst ab 1848 am Lütticher Konservatorium Violine bei François Dupont (1821–1861), danach am Brüsseler Konservatorium bei Hubert Léonard, wo er 1862 das Abschlussdiplom Premier Prix erhielt. Danach folgte eine Anstellung als erster Geiger an der Brüsseler Monnaie Oper und gleichzeitig nahm er Kompositionsunterricht bei François-Joseph Fétis. 1861 erhielt er mit der Kantate Agar dans le désert den zweiten Preis des belgischen Prix de Rome für Musik und 1863 errang er für die Kantate Paul et Virginie den ersten Preis im gleichen Wettbewerb.
Nach der durch den Prix de Rome ermöglichten vierjährigen Studienreise durch Deutschland, Frankreich und Italien wurde er 1867 Dirigent an der Warschauer italienischen Oper und 1871 am kaiserlichen Theater in Moskau. 1872 kehrte er nach Belgien zurück, wo er Professor für Harmonielehre am Brüsseler Konservatorium wurde. Fast zeitgleich wurde er Dirigent am Monnaie Theater, den Posten des Direktors des Opernhauses teilte er zwischen 1886 und 1889 mit dem Tenor Alexandre Lapissida (1839–1907). Nachdem er 1873 vom erkrankten Henri Vieuxtemps die Leitung der Concerts populaires de musique classique übernahm, zählte er im Alter von etwa 40 Jahren zu den einflussreichen Musikern der Hauptstadt.
Dupont, der ein großer Bewunderer und Förderer der Musik Richard Wagners war, überließ häufig den Dirigentenstab auswärtigen Dirigenten, darunter Richard Strauss, Edvard Grieg, Hermann Levi, Hans Richter oder Nicolai Rimski-Korsakow. Während seiner Dirigentenlaufbahn leitete Dupont mehrmals das Orchester am Royal Opera House Covent Garden in London.
Joseph Dupont komponierte mehrere Orchesterwerke, religiöse Werke und Lieder, die bis auf wenige Ausnahmen nicht gedruckt wurden.
Wenige Monate vor seinem Tod wurde er Mitglied der Académie royale des Sciences, des Lettres et des Beaux-Arts de Belgique in der Abteilung Bildende Kunst.